# Cabestana spengleri
Cabestana spengleri is een slakkensoort uit de familie van de Cymatiidae. De wetenschappelijke naam van de soort werd voor het eerst geldig gepubliceerd in 1811 door Perry.